# Nemacaulis
Nemacaulis, monotipski biljni rod iz porodice dvornikovki. Jedina vrsta je N. denudata, jednogodišnja raslinja iz Kalifornije, Arizone, Sonore (pustinja Sonora) i poluotoka California.
Biljka raste po pješčanim staništima, malena je, nježna i pomalo neugledna. Stabljika je gola, a cvjetovi vunasti i bijeli.

## Sinonimi
- Eriogonum denudatum (Nutt.) Curran; Bull. Calif. Acad. Sci. 1: 274 (1885), nom. illeg.
- Eriogonum nemacaulis S.Stokes; Gen. Eriogonum, 39 (1936)
- Nemacaulis foliosa Nutt.; Proc. Acad. Nat. Sci. Philadelphia 4(Mar.-Apr.): 169 (1847)
- Nemacaulis nuttallii Benth.; Prodr. [A. DC.] 14: 23 (1857)

## Vanjske poveznice
|  | Wikivrste imaju podatke o taksonu Nemacaulis |